# Jacques Cambessédès
Jacques Cambessédès (Montpeller, Erau, Llenguadoc, 26 d'agost de 1799 - Maruèis, Losera, Llenguadoc, 19 de desembre de 1863) va ser un botànic i agrònom occità.
Després d'una fugaç expedició el 1821 per la serralada de les Cevenes, el 1824 fa la seva primera expedició que pot considerar-se com a botànica, pels Pirineus, a través de Landes, Bearn i Bigorra. L'any següent, aconsellat per Jacques Gay i Alexander von Humboldt explorà les Illes Balears, i publica, com a fruit d'aquest viatge, Excursions dans les îles Baléares (1826) i Enumeratio Plantarum quas in insulis Balearibus... (1827), que pot ser considerat el primer assaig de flora de les Illes, que tingué molta acceptació a l'època, convertint-se en una aportació important a la geografia botànica mediterrània. Inclou una llista de 691 espècies, entre les naturals i les cultivades, i es fa una descripció acurada de les noves. Entre 1827 i 1833 treballa en l'estudi de la flora del Brasil, col·laborant en la Flora Brasiliae Meridionalis de Augustin Saint-Hilaire. Després de la mort del seu pare el 1835, torna a França per fer-se càrrec de la hisenda familiar, portant amb ell els seus llibres i el seu herbari. Malgrat la seva dedicació al treball científic, com a botànic, no deixa d'implicar-se en la vida local, sent escollit batlle de Lanuèjols (Gard) el 1855, i posteriorment de Maruèis el 1860.
Cambessédès és l'autor d'una espècie de flora vàlidaː "Merendera fitifolia Cambessèdes", descoberta per ell el 1825, present a les Balears, així com a Portugal, a Espanya, el nord d'Àfrica i al llarg litoral mediterrani francès. Una planta endèmica d'Eivissa, la "Silene cambessedesi", també li deu el nom.